# Лондонская симфониетта

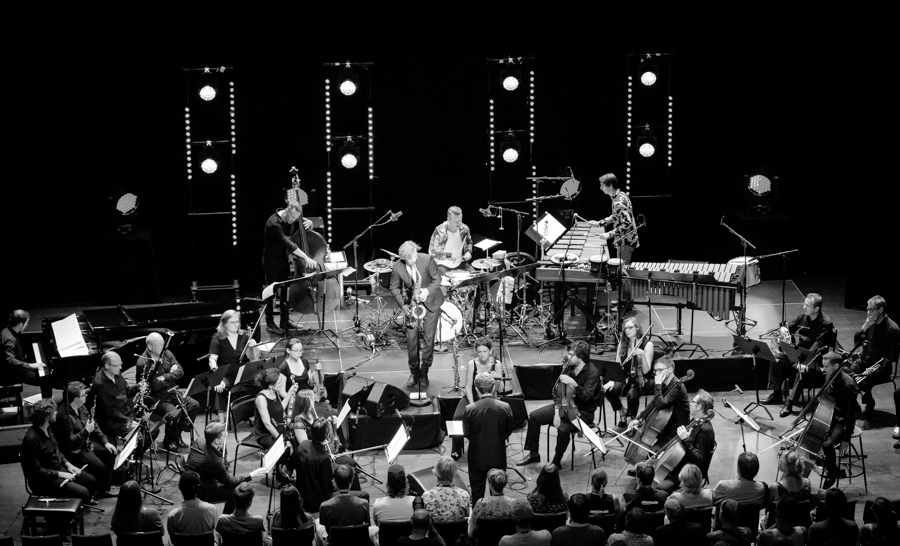
London Sinfonietta (2018)

Лондонская симфониетта (англ. London Sinfonietta) — лондонский камерный оркестр, основанный в 1968 г.
Специализируется на исполнении новейшей академической музыки. На заре своего существования был поддержан такими композиторами, как Лучано Берио, Яннис Ксенакис и Харрисон Бёртуистл. В 1969 г. первым выдающимся событием в истории оркестра стала премьера кантаты Джона Тавенера «Кит». В дальнейшем оркестр сотрудничал с Томасом Адесом, Стивом Райхом, Луиджи Ноно, Тору Такэмицу, Петером Этвёшем и другими значительными фигурами современной музыки. В частности, именно появление в 1993 году выполненной Лондонской симфониеттой записи Третьей симфонии Хенрика Гурецкого (дирижёр Дэвид Зинман, соло Дон Апшоу) привело к превращению этого сочинения из полузабытого в одну из самых популярных симфоний конца XX века.

## Руководители оркестра
- Дэвид Этертон (1968—1973)
- Майкл Вайнер (1972—1989)
- Пол Кроссли (1988—1994)
- Маркус Штенц (1994—1998)
- Джиллиан Мур (1998—2006)